# 機械材料
機械材料（きかいざいりょう）とは、機械を構成する部品に必要とされる要件を備えた材料の総称であり、機械に必要とされる機能、強度、使用環境などに照らして、各材料の持つ特性を加味して選定される。

## 種類
Category:材料も参照。

### 金属材料
金属・合金も参照。

#### 鋼鉄材料
- 鋼（スチール）
- 工具鋼
- 炭素鋼
- ステンレス鋼
- 含鉄合金
- 鋳鉄

#### 非鉄金属材料
- アルミニウム、アルミニウム合金
- ニッケル、ニッケル合金
- マグネシウム、マグネシウム合金
- 銅、銅合金
- チタン、チタニウム合金

### 非金属材料
- プラスチック
- ゴム
- 木材

### 複合材料
- FRP（繊維強化プラスチック）
- FRM（繊維強化金属）
- FRC（繊維強化セラミックス）
- C/C（炭素繊維強化炭素複合材料）

## 考慮すべき特性（例）
- 強度
- 疲労強度
- 剛性
- 弾性
- 靱性
- 重量
- 比強度・比剛性
- 環境特性（耐熱・耐寒・耐腐食性など）
- 熱伝導率・電気伝導率
- 寸法安定性（線膨張係数）
- コスト
- 加工性（生産性）
- 入手性
- その他（経年特性、磁化特性など）